# Иван Савельевич Варенуха
Ива́н Саве́льевич Варену́ха — второстепенный персонаж романа «Мастер и Маргарита» Михаила Булгакова. Администратор театра Варьете.

## Описание персонажа
Выделяющий элемент одежды — кепка: «…нырнул в свой кабинетик, чтобы захватить кепку…», «…ударил Варенуху по уху так, что кепка слетела с головы администратора…», «…Варенуха, не снимая кепки, прошёл к креслу и сел по другую сторону стола…».
Одет в толстовку: «…сквозь холодную, пропитанную водой ткань толстовки он почувствовал, что ладони эти ещё холоднее…», «…Третий, без бородки, с круглым бритым лицом, в толстовке, выбежал сверху через короткое время и точно так же упорхнул в окно…».
Описание внешности персонажа меняется до и после превращения в вампира.

## Происхождение персонажа
Из-за незаконченности романа персонаж не был проработан до конца. В ряде мест он «Иван Васильевич», как Иван Грозный.
Фамилия Варенуха — украинского происхождения. Алкогольный крепкий напиток упоминается в произведениях «Ночь перед Рождеством» — повести Николая Гоголя и оперы Римского-Корсакова («Нет, пойдём мы ко дьяку на кутью, варенуха будет нам у дьяка»). Поскольку Варенуха — подчинённый Римского, то здесь Булгаков даёт аллюзию к Римскому-Корсакову (Золотухина 2019).

## Роль в сюжете
Финдиректор Римский даёт администратору задание отнести распечатки телеграмм пропавшего Лиходеева в НКВД. В летней уборной около Варьете на Варенуху нападают Бегемот и Азазелло. Они доставляют его в «нехорошую квартиру» № 50 дома № 302-бис. Здесь Гелла целует Варенуху. От поцелуя Варенуха становится вампиром.
После сеанса чёрной магии в Варьете Варенуха проникает в кабинет к Римскому. Как «вампир-наводчик», Варенуха дожидается Геллу; крик петуха заставляет их отступить; бывший администратор вылетает в окно.
После бала Варенуха просит Воланда отпустить его, что и случается. В «Эпилоге» романа рассказывается, что Варенуха вновь пребывает в должности администратора Варьете, причём «приобретает всеобщую популярность и любовь за свою невероятную, даже среди театральных администраторов, отзывчивость и вежливость».
В пятой, незаконченной рукописной редакции (1928—1937 годы) глава 10 называется «Вести из Владикавказа и гибель Варенухи». Сцена завершается поцелуем Геллы: «у самых глаз Варенухи оказались горящие глаза и красный рот. Тогда сознание покинуло Варенуху». Вновь фамилия Варенуха, но не сам персонаж, появляется в главе 12 «Чёрная магия».

## Образ Варенухи в кинематографе и театре
| Название           | Страна | Год  | Режиссёр        | В роли Варенухи    | Примечания                   |
| ------------------ | ------ | ---- | --------------- | ------------------ | ---------------------------- |
| Мастер и Маргарита | СССР   | 1977 | Юрий Любимов    | Виктор Шуляковский | спектакль                    |
| Мастер и Маргарита | Польша | 1988 | Мацей Войтышко  | Здзислав Вардейн   |                              |
| Мастер и Маргарита | Россия | 1994 | Юрий Кара       | Борислав Брондуков | роль озвучена другим актёром |
| Мастер и Маргарита | Россия | 2005 | Владимир Бортко | Андрей Шарков      | телесериал                   |
| Мастер и Маргарита | Россия | 2024 | Михаил Локшин   | Павел Ворожцов     |                              |